# Donormelk
Donormelk is afgekolfde moedermelk die een moeder afstaat voor een baby van een andere moeder. Het belang van moedermelk voor baby's, speciaal onder bijzondere omstandigheden, is de laatste jaren steeds meer onderkend.
De Wereldgezondheidsorganisatie (WHO) geeft internationale richtlijnen omtrent babyvoeding. Als een kind geen melk van de eigen moeder kan krijgen, om wat voor reden dan ook, dan gaat de voorkeur uit naar melk van een donormoeder. In de meeste landen gebeurt dit via melkbanken. 
In het verleden hadden veel Nederlandse ziekenhuizen een melkbank. Die zijn eind jaren 70 allemaal gesloten. Als een moeder nu moedermelk nodig heeft, dan kan zij via het Moedermelk Netwerk bemiddeling zoeken met een melkdonor.